# Staunton (Gloucester)
Staunton – wieś i civil parish w Anglii, w Gloucestershire, w dystrykcie Forest of Dean. W 2011 roku civil parish liczyła 793 mieszkańców.